# 関東ケーブルテレビジョン
関東ケーブルテレビジョン株式会社（かんとうケーブルテレビジョン）は、かつて埼玉県川口市に本社が存在し、有線テレビジョン放送法に基づいて有線テレビジョン放送（ケーブルテレビ）1局（1施設）を運営し、放送（テレビ、ラジオ）を業務していた会社であった。
関西を中心に運営、営業している株式会社ケイ・キャット(K-CAT)とは、同業だが無関係である。

## 概要
東京外環自動車道（通称:外環）沿いで事業を行っていた会社であり、本社も外環沿いにあった。
事業エリアの内、埼玉県内は株式会社JCN関東（現・ジェイコム北関東）のエリアの一部として営業され、JCN関東では「東京外環自動車道（外環）エリア」と呼んでいた。
元来の事業は電波障害対策として地上アナログ放送再放送のみであり、地上アナログ放送が終了する2011年7月24日までに、KCATの単設地域（八潮および三郷エリアの一部）では順次設備改修などを行ったうえでJCN関東の施設に組み込まれ、JCN関東との併設地域では同年7月25日以降、順次設備を撤収した。

## 沿革
- 1989年（平成元年）
  - 6月5日
    - 「関東ケーブルテレビジョン株式会社」が設立。
- 1992年（平成4年）
  - 6月18日
    - 有線テレビジョン放送施設設置許可取得。

  - 7月23日
    - 開局。
- 1997年（平成9年）
  - 6月30日
    - 有償事業を株式会社テプコケーブルテレビに譲渡のため終了。

  - 7月1日
    - 株式会社テプコケーブルテレビが有償事業を継承。
    - 株式会社テプコケーブルテレビが施設を借用し、多チャンネル放送サービスを開始。
- 2002年（平成14年）
  - 11月26日
    - 第一種電気通信事業許可取得。

  - 12月1日
    - 株式会社テプコケーブルテレビが施設を借用し、インターネット接続サービス「CatNet」を開始。
- 2009年（平成21年）
  - 3月31日
    - 株式会社テプコケーブルテレビが有償事業を株式会社JCN関東に譲渡するため終了。

  - 4月1日
    - 株式会社JCN関東が有償事業を継承。
- 2011年（平成23年）
  - 7月24日
    - 地上アナログ放送終了とともに全事業終了。

  - 8月1日以降
    - 設備改修しJCN関東に設備譲渡、および設備撤収開始。
- 2012年（平成24年）
  - 会社解散。

## 事業所
本支社
- 本社
  - 埼玉県川口市芝富士2丁目20番47号

局舎
- メインセンター
  - 埼玉県川口市芝富士2丁目20番47号（本社内）
- 川口サブセンター
  - 埼玉県川口市道合936番地先地
- 草加サブセンター
  - 埼玉県草加市八幡町281番地の228先地
- 和光サブセンター
  - 埼玉県和光市新倉1丁目29番12号
- 三郷サブセンター
  - 埼玉県三郷市谷口237番地先地
- 大泉サブセンター
  - 不明

## サービスエリア内自治体
- 埼玉県
  - さいたま市
    - 南区
- 朝霞市、川口市、草加市、戸田市、三郷市、八潮市、和光市、蕨市

- 東京都
  - 練馬区

## 放送チャンネル

### テレビ
| チャンネル 番号 | 放送局           | 放送局           | 備 考 |
| チャンネル 番号 | 埼玉県内         | 東京都内         | 備 考 |
| --------------- | ---------------- | ---------------- | ----- |
| 1               | NHK総合・東京    | NHK総合・東京    |       |
| 2               | チバテレビ       | 放送大学         |       |
| 3               | NHK教育・東京    | NHK教育・東京    |       |
| 4               | 日本テレビ       | 日本テレビ       |       |
| 5               | 放送大学         | テレ玉           |       |
| 6               | TBSテレビ        | TBSテレビ        |       |
| 8               | フジテレビジョン | フジテレビジョン |       |
| 9               | チャンネル9      | tvk              |       |
| 10              | テレビ朝日       | テレビ朝日       |       |
| 11              | テレ玉           | -                |       |
| 12              | テレビ東京       | テレビ東京       |       |

### ラジオ
| MHz  | 放送局         |
| ---- | -------------- |
| 76.5 | 放送大学       |
| 78.9 | NACK5          |
| 81.9 | TOKYO FM       |
| 83.1 | NHKさいたま-FM |
| 84.1 | bayfm          |
| 85.9 | J-WAVE         |